# Chionodes aprilella
Chionodes aprilella is een vlinder uit de familie tastermotten (Gelechiidae). De wetenschappelijke naam is voor het eerst geldig gepubliceerd in 1995 door Huemer & Sattler.
De soort komt voor in Europa.